# Rompin
Huyện Rompin là một huyện thuộc bang Pahang của Malaysia. Huyện Rompin có dân số thời điểm năm 2010 ước tính khoảng 110286 người.